# Metriostreptus bayoni
Metriostreptus bayoni är en mångfotingart som beskrevs av Filippo Silvestri 1910. Metriostreptus bayoni ingår i släktet Metriostreptus och familjen Spirostreptidae. Inga underarter finns listade i Catalogue of Life.